# Cylindraspis
Cylindraspis (лат.) — род недавно вымерших гигантских сухопутных черепах. Все виды жили на Маскаренских островах (Маврикий, Родригес и Реюньон) в Индийском океане. Вымерли из-за охоты и внедрения инвазивных хищников.
Современные исследования мтДНК из костных останков показали, что все виды рода произошли от одного предка, попавшего на Маврикий с Мадагаскара миллионы лет назад, а сам род Cylindraspis отделился от остальных гигантских черепах в позднем эоцене, около 39,1 млн лет назад.
Эти гигантские черепахи были большими и медлительными, поэтому стали лёгкой добычей для людей. Были окончательно истреблены в XVIII—XIX веках.

## Виды
- † Cylindraspis peltastes — Родригеская черепаха
- † Cylindraspis vosmaeri — Гигантская черепаха Восмера
- † Cylindraspis indica — Реюньонская гигантская черепаха
- † Cylindraspis inepta
- † Cylindraspis triserrata

## Иллюстрации

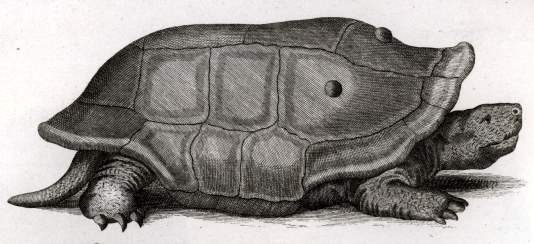
Cylindraspis indica
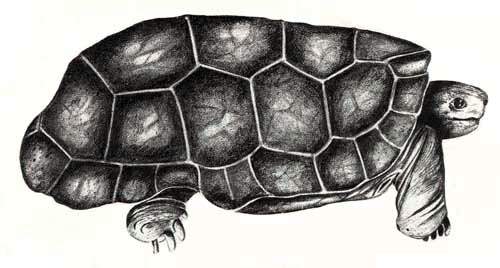
Cylindraspis peltastes
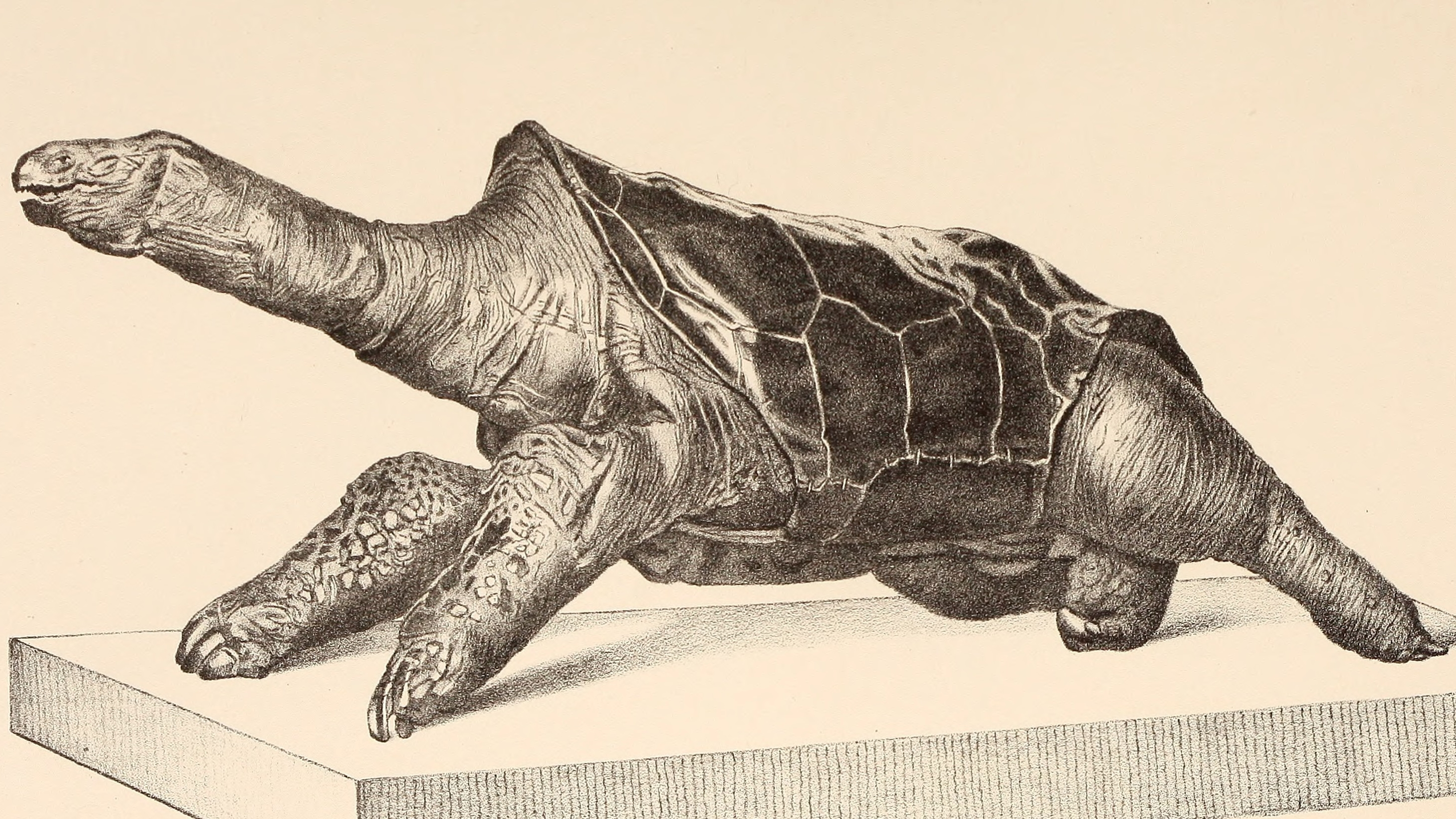
Cylindraspis vosmaeri